# چکاوک منقاربزرگ
چکاوک منقاربزرگ (نام علمی: Galerida magnirostris) نام یک گونه از سرده چکاوک‌های کاکلی است.